# كارولين أميرة أنسباخ
كارولين فون براندنبورغ-أنسباخ (فيلهلمينا شارلوت كارولين؛ 1 مارس 1683 - 20 نوفمبر 1737)؛ والمعروفة أيضا باسم كارولين أميرة أنسباخ، كانت ملكة بريطانيا العظمى القرينة بزواجها من جورج الثاني، ينتمى والدها، مارغريف يوهان فريدرش فون براندنبورغ-أنسباخ (جون فريدريك)، إلى فرع من آل هوهنتسولرن وقد كان حاكما لدولة ألمانية صغيرة إمارة أنسباخ، تيتمت كارولين في عمر مبكر وانتقلت إلى البلاط ابن عمها المستنير ووصي عليها فريدرش الأول ملك بروسيا وزوجته صوفي شارلوته التي كانت عمة جورج الثاني، اتسع تعليمها الذي كان محدودا في السابق، في البلاط البروسي، وانتهجت النظرة الليبرالية التي تنتهجها صوفي شارلوته، التي أصبحت صديقتها المقربة والتي أثرت وجهات نظرها في كارولين طيلة حياتها، كامرأة شابة، لاقت كارولين كثيرا من السعي خلفها كعروس، بعد رفضها دعوى زواج من الملك الاسمي لإسبانيا، الأرشيدوق كارل من النمسا، تزوجت من جورج أوغسطس (يوهان أوغست)، الثالث على خط الخلافة للعرش البريطاني والوريث الوحيد لـ ناخبو هانوفر، كان لديهم ثمانية أطفال، سبعة منهم نموا إلى مرحله البلوغ، انتقلت كارولين إلى بريطانيا بشكل دائم في عام 1714 عندما أصبح زوجها أميرا لويلز، وبذلك أصبحت أميرة ويلز القرينة، قام زوجها بحشد المعارضة السياسية ضد والده الملك جورج الأول في عام 1717، مما أدى طرده من البلاط الملكي في وأعقاب خلاف عائلي، ثم أصبحت كارولين على علاقة طيبة مع روبرت والبول، وهو سياسي معارض وقد كان وزيرََا سابقا في لحكومة، عاد والبول لينضم للحكومة في عام 1720، وقد تصالح زوجها مع والده الملك جورج الأول علناً، بناءََا على نصيحة والبول، وبذلك ارتفعت شعبية والبول على مدى السنوات القليلة المقبلة، ليصبح الوزير الأول، وفي 1727 أصبحت كارولين أخيراً الملكة القرينة، عندما أصبح زوجها الملك جورج الثاني، وأصبح ابنها البكر فريدريك (فريدرش)، أميرَ ويلز، كان تركيزه على المعارضة كوالده من قبله وقد كانت علاقة كارولين به متوترة، كان معروفا عن كارولين، كأميرة وملكة، بأن لها نفوذ سياسي، الذي كانت تمارسه من خلال والبول، اتسعت ولايتها لأربعة مقاطعات خلال إقامة زوجها في هانوفر، ويرجع لها الفضل خلال فترة عدم الاستقرار السياسي في تعزيز مكانة سلالة هانوفر في بريطانيا، عم الحزن على نطاق واسع على وفاتها في عام 1737، ليس فقط من قبل العامة ولكن أيضا من قبل الملك الذي رفض الزواج مرة أُخرى.

## حياه مبكره
ولدت كارولين في الأول من مارس 1683 في آنسباخ، فهي ابنة يوهان فريدرخ مارغريف براندنبورغ-آنسباخ، وزوجته الثانية الأميرة السيدة إليونور إردموث من ساكس-إيزناخ. وكان والدها حاكماً لواحدة من أصغر الولايات الألمانية، مات من الجدري في الثانية والثلاثين من عمره، عندما كانت كارولين في الثالثة من عمرها ولديها شقيق وحيد، غادرت كارولين وشقيقها الأصغر المارغريف فيلهلم فريدرخ، إلى آنسباخ مع والدتهما، التي عادت إلى موطنها الأصلي آيزناخ، وفي عام 1692 دفعت والدة كارولين الأرملة إلى زواج تعيس من ناخب ساكسونيا، وانتقلت مع طفليها إلى القصر الساكسوني بدرسدن، ترملت السيدة إليونور إردموث مرة أخرى، بعد عامين أصبح زوجها الخائن مريض بالجدري الذي انتقل إليها من عشيقته، ظلت السيدة إليونور في ساكسونيا لعامين آخرين، حتى وفاتها في عام 1696، بذلك عادت كارولين وفيلهلم فريدرخ اليتامى إلى آنسباخ للبقاء مع أخيهم الأكبر غير الشقيق، المارغريف غيورغ فريدرخ الثاني، كان غيورغ فريدرخ شاباً لديه القليل من الاهتمام الأبوية لبنته، وهكذا سرعان ما انتقلت كارولين إلى لوتزنبرغ خارج برلين، حيث دخلت في رعاية الوصي الجديد فريدرخ ناخب براندنبورغ، وزوجته صوفي شارلوته التي كانت من صديقات السيدة إليونور إردموث.

### التعليم
أصبح فريدرخ وصوفي شارلوته ملك وملكة في بروسيا منذ عام 1701، كانت الملكة ابنة الأرملة صوفي من هانوفر، وكذلك شقيقة جورج، ناخب هانوفر. وقد كانت تشتهر بذكائها وشخصيتها القوية وعدم خضوعها للرقابة وتحرر القصر الذي جذب عدد كبير من العلماء إليها، بما في ذلك الفيلسوف جوتفريد لايبنتس. ترعرعت كارولين في بيئة فكرية مفعمة بالحيوية المختلفة تماماً عن أي شيء كانت قد شهدته في السابق، قبل تعليمها تحت رعاية صوفي شارلوته، فقد تلقت كارولين في السابق القليل من التعليم الرسمي، وقد ظلت كتابتها اليدوية فقيرة طوال حياتها، مع ذلك كانت قدرتها العقلية كبيرة، تطورت كارولين إلى عالم ذو قدرة كبيرة. طورت مع صوفى شارلوته علاقة قوية، والتي كانت تعامل كارولين كابنة بديلة. أعلنت الملكة ذات يوم أن برلين كانت «صحراء» من دون كارولين عندما غادرت مؤقتا لآنسباخ.

## زواج
لاقت كارولين، كامرأة ذكية وجذابة، رواجا بشكل كبير كعروس، دعتها الملكة الأرملة صوفى بأنها الأميرة الأكثر تواضعاً في ألمانيا. تم اقتراح عليها أرشيدوق النمسا كارل، الذي كان مرشحاً لخلافة عرش إسبانيا وأصبح فيما بعد الإمبراطور الروماني المقدس،جعل المبادرات الرسمية لها في عام 1703، وكان يشجع هذه المبادرة فريدرش الأول ملك بروسيا، ومع ذلك رفضت كارولين المبادرة في عام 1704، بعد الأخذ ببعض الاعتبارات، التغيير من اللوثرية إلى الكاثوليكية، توفيت الملكة صوفي شارلوته في زيارة لموطنها الأصلي هانوفر، في وقت مبكر من السنة التالية. انهارت كارولين، عندما قالت في كتابتها لايبنتس، أن النكبة قد طغت عليها من الحزن والمرض، وفي يونيو1705 زار ابن شقيق الملكة صوفى شارلوته، غيورع أوغست أمير هانوفر الإنتخابي (جورج أوغسطس)، قصر أنسباخ، كان يفترض أن يكون متخفيا، لتفقد كارولين حيث أن والده الناخب لا يريد لابنه الدخول في زواج مرتب بلا حب كما حدث له، وهو ابن اخ لثلاثة أعمام بدون أطفال، كان جورج أوغسطس تحت ضغط الزواج وتوريث عرش والده لمنع تعريض خلافة هانوفر للخطر. قال إنه سمع أخبار عن كارولين بأن لها جمال وصفات العقلية لا يضاهوا، وأغرم بها على الفور بشخصيتها الحميدة وذكر المبعوث البريطاني أن جورج أوغسطس قال إنه لن يفكر في أحد آخر بعدها، ومن جانبها لم تنخدع كارولين بتمويه الأمير، ووجدت في خطيبها الجاذبية، فقد كان ولي عهد والدة ناخب هانوفر والثالث في خلافة العرش البريطاني من ابنة عمه الملكة آن، بعد جدته الأرملة الناخبة صوفي، وصلت كارولين في الثاني والعشرين من أغسطس عام 1705 إلى هانوفر ليلة زفافها إلى جورج أوغسطس تزوجا ذلك المساء بقصر الصاغة، بحلول شهر مايو من العام التالي، كانت كارولين حامل، ولدت طفلها الأول الأمير فريدريك في 20 يناير 1707، وبعدها أصيبت كارولين بمرض خطير وهو الجدري وتلاه الالتهاب الرئوي، بعد بضعة أشهر من الولادة، مما أبقى طفلها بعيدا عنها، ولكن ظل جورج أوغسطس إلى جانبها متفانيا، والتقط منها العدوى ولكنه نجا بنفسه، كان لدى كارولين على مدى السنوات السبع التالية، وكان لديها ثلاثة أطفال أكثر، آن وأميليا وكارولين، وفد ولدوا جميعاً في هانوفر. حظى جورج أوغسطس وكارولين بزواج ناجح وسعيد، رغم أنه واصل الحفاظ على العشيقات، كما كان معتاداً وكانت كارولين على معرفة كاملة بخياناته، حيث أنه أمر معروف كما أنه حكى لها عنها، كان له اثنين من العشيقات المعروفات هنرييت هوارد، وفي وقت لاحق كونتيسة سوفولك، ومن عام 1735 أمالي فون والمودن، كونتيسة يارموث، كانت هاورد إحدى الوصيفات المخلصات لكارولين وأصبحت سيدة في البلاط الملكي عندما مُنح زوجها رتبة نبيل عام 1731، واعتزلت عام 1734، على النقيض من حماتها، فقد كان معروفا عن كارولين إخلاصها لزوجها، فهي لم تقدم أي مشاهد محرجة ولم تتخذ عشاق. وكانت تفضل عشيقات زوجها ان تكن قيد طلبها للتمكن من مراقبتهم،ومع ذلك كانت خلافة عائلة زوجها على العرش البريطاني لا تزال غير آمنة، فقد طعن الأخ غير الشقيق للملكة آن جيمس ستيورت على مطالبة هانوفر للعرش، كانت الملكة آن على خلاف مع جدة زوجها الناخبة صوفي، وبذلك رفضت الملكة آن السماح لأى شخص من هانوفر بزيارة بريطانيا خلال عهدها، كتبت كارولين لايبنتس، كنت مسرورة من مقارنة بيني وبين الملكة اليزابيث فهي بمثابة لافتة طيبة، ولكن اليزابيث كذلك تم حرمها من حقوقها من قبل أخت غيور وهي الملكة آن، كانت غير واثقة أبدا ممن يمتلكون تاج إنجلترا حتى جلوسها على العرش. توفيت الأرملة صوفي في يونيو 1714 بين ذراعيها عن عمر يناهز 84، وأصبح زوج والدة كارولين وريث محتمل للملكة آن، وبعد أسابيع قليلة ماتت آن كذلك، وأعلن ناخب هانوفر خلفا لها، ليصبح جورج الأول من بريطانيا العظمى.

## أميرة ويلز

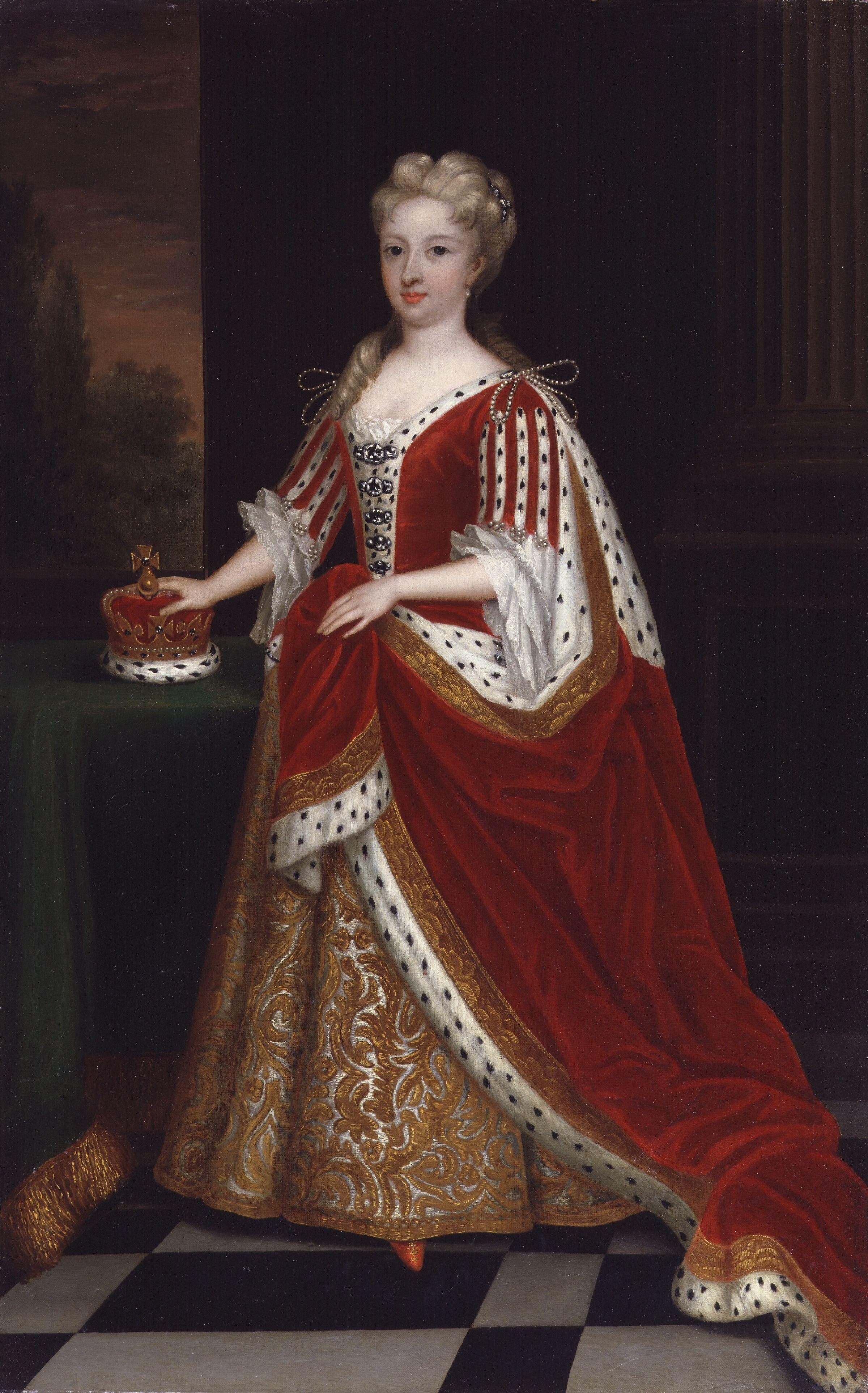
أميرة ويلز

أبحر جورج أوغسطس إلى إنجلترا في سبتمبر 1714، ولحقته كارولين وأثنين من بناتها في شهر أكتوبر، كانت رحلتها عبر بحر الشمال من لاهاي إلى مارجيت الرحلة البحرية الوحيدة التي قامت بها في حياتها، بقى ابنها الشاب الأمير فريدريك، في هانوفر لبقية عهد جورج الأول لينشأ على يد معلمين متخصصين.
أصبح زوج كارولين بشكل تلقائي دوق كورنوال ودوق روثساي، بتسلم جورج الأول الخلافة عام 1714، توج كأمير ويلز، بعد ذلك بوقت قصير، وعندها أصبحت هي أميرة ويلز، كانت كارولين أول امرأة تحصل على هذا اللقب في نفس الوقت الذي حصل فيه زوجها على لقبه، وكذلك كانت الأميرة الأولي لويلز لأكثر من مائتي عام، كانت آخر واحدة كاثرين أراغون، فحماها جورج قام بخلع زوجته صوفيا أميرة تسيليه عام 1694 قبل أن يصبح ملك بريطانيا العظمى، وبالتالي لم تكن هنالك ملكة قرينة خلال عهده، وبهكذا أصبحت كارولين امرأة أولى مكانة فالمملكة. بذل كل من جورج أوغسطس وكارولين جهود متضافرة لجمع المصطلحات الإنجليزية من خلال اكتساب المعرفة من اللهجات الإنجليزية والناس والسياسة والعادات والتقاليد، تطور كلا القصران الألماني والإنجليزي بتناقضات قوية، فالملك العجوز لديه الخدم الألمان ووزراء الحكومة، بينما يجذب قصر أمير ويلز النبلاء الإنجليز لصالح الملك، وكان إلى حد كبير أكثر شعبية لدى الشعب البريطاني، وبذلك أصبحت المعارضة السياسية تدريجيا تتمحور حول جورج أوغسطس وكارولين.
عانت كارولين، بعد عامين من وصولهم لإنجلترا، من ولادة جنين ميت، وألقت صديقتها كونتيسة باكبيرج اللوم على الأطباء الإنجليز الغير كفوين، ولكن فالعام التالى أصبح لديها ابن آخر الأمير ويليام جورج، وقع زوجها في خلاف مع والده حول ولاءه أثناء تعميد نوفمبر لعام1717، مما أدى إلى وضع الزوجين تحت الإقامة الجبرية في قصر سانت جيمس قبل نفيهم من القصر. ولقد سمح لكارولين من الأساس بالبقاء مع أطفالهم، ولكنها رفضت لإيمانها بأن مكانها بجانب زوجها، انتقلت كارولين وزوجها إلى منزل ليستر، في حين ظل أطفالهم في رعاية الملك، عانت كارولين من القلق، وأغمى عليها أثناء زيارة سرية لأطفالها من دون موافقه الملك، رضخ الملك، بحلول يناير وسمح لكارولين بالمجيء للقصر بدون شروط، حين شعر الأمير جورج ويليام بالمرض، بحلول فبراير سمح الملك لكلا من جورج أوغسطس وكارولين برؤيته في قصر كنسينغتون بدون أي شروط، شُرحت الجثة، عندما توفي الطفل، لإثبات أن سبب الوفاة هو ورم فالقلب عوضاً عن انفصاله عن والدته. وقعت المزيد من المآسي عام 1718، عندما أجهضت كارولين في ريتشموند ودج، بلدها التي تقيم به. أصبح لدى كارولين، على مدى السنوات القليلة المقبلة، ثلاثة أطفال ويليام وماري ولويزا.
أصبح منزل ليستر مكانا الاجتماع المتكرر لمعارضين الوزارة من السياسيين، أقامت كارولين صداقة مع السياسي السير روبرت والبول، وهو وزير سابق فحكومة حزب الأحرار البريطاني قاد حركة الساخطين للحزب، قام جناح والبول من الحزب اليميني بتسوية مع جناح الحاكم، وساعد كلا من والبول وكارولين في أحداث مصالحة بين الملك وزوجها من أجل الوحدة العامة. أرادت كارولين استعادة بناتها الثلاث الكبريات، اللاتي ظللن في رعاية الملك، واعتقدت أن المصالحة ستؤدى لعودتهم، ولكن لم تعط المفاوضات أي نتيجة، اعتقد جورج أوغسطس أن والبول خدعه بالمصالحة كجزء من مخططه للوصول للسلطة. عزل الأمير سياسياً عندما انضم والبول للحكومة، لعب منزل ليستر دوراً في استضافة الشخصيات الأدبية بدهاء، أمثال جون أربوثنوت وجوناثان سويفت، عوضا عن السياسيين. قال آربثنوت سويفت أن كارولين استمتعت بكتابه رحلات جاليفر، وخاصة حكاية ولي العهد الذي ارتدى كعب عالي بقدم وآخر منخفض بالأخرى في بلد ارتدى فيها الملك وحزبه الكعوب المنخفضة، بينما ارتدت المعارضة الكعوب العالية، كإشارة محجبة للميول السياسية لأمير ويلز.
فاقت كارولين زوجها ذكاءًا، وقرأت بشغف وأسست مكتبة واسعة بقصر سانت جيمس، كانت كامرأة شابة، كانت تتفق مع غوتفريد لايبنتس، الذي كان من حاشية وخدم منزل هانوفر. ولقد سهلت لاحقا مراسلات ايبنتس-كلارك، يمكن القول بانها أهم فلسفة لمناقشة فيزياء القرن 18، ساعدت لتعميم ممارسة التجدير وهو نوع متطور من التطعيم، الذي شهدت لصالحه السيدة ماري وورتلي مونتاغيو وتشارلز ميتلاند في القسطنطينية، عرض على سته من المدانين، بناءا على توجيهات كارولين، فرصة ليجتاز عملية التمنيع عوضا عن الإعدام، ونجوا جميعا، وأعطت العلاج نفسه لسته أطفال يتامى كاختبار آخر. واقتناعا منها بقيمته الطبية، كان لدى كارولين ابنتها اميليا، قام كلا من فريدريك وكارولين بتلقيحها ضد الجدري بنفس الطريقة. كتب فولتير لها في الثناء على دعمها لتلقيح الجدري، يجب ان أقول انه بالرغم من كل ألقابها وتيجانها، فلقد ولدت هذه الأميرة لتشجيع الفنون ورفاهية البشرية، وحتى على عرشها فهي فيلسوف الخير، فهي لم تضع فرصة سواء للتعلم أو لإظهار كرمها.

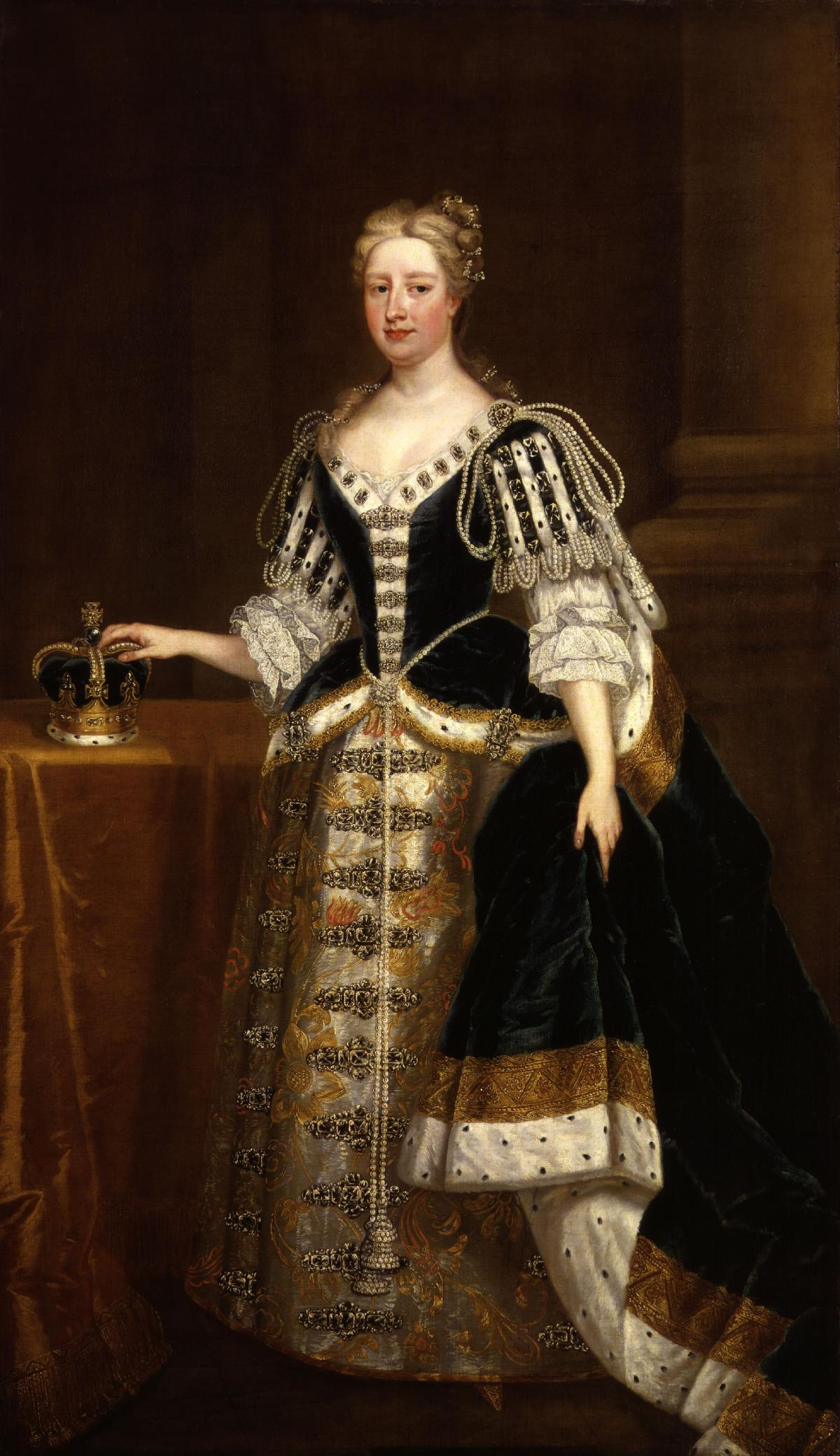
الملكة كارولين

## ملكة ووصية على العرش
أصبحت كارولين ملكة قرينة بعد وفاة حماها عام1727، وتوجت إلى جانب زوجها في دير وستمنستر في 11 من أكتوبر من ذلك العام. كانت أول ملكة قرينة تتوج منذ آن من الدانمارك عام 1603، على الرغم من أن جورج الثاني أدان والبول بأنه وغد وخائن بشأن شروط المصالحة مع والده، فان كارولين نصحت زوجها بالاحتفاظ بوالبول كوزير، قاد والبول الأغلبية الساحقة من البرلمان ولم يكن لدى جورج الثاني خيار سوى قبوله أو المخاطرة بعدم استقرار الوزارة، أمن والبول قائمة دفع مدنية بقيمة 100,000 جنيه إسترليني في العام لكارولين، التي أخذت كلا من منزل سومرست ونزل ريتشموند. ولقد دعا رجل الحاشية اللورد هيرفى، والبول، بأنه وزيرا للملكة نظراً لعلاقتهما الوثيقة، وعلى مدى السنوات العشر التالية كانت كارولين تتمتع بنفوذ هائل، وأقنعت كارولين الملك على تبنى سياسات معينة بناءاً على طلب والبول، كما أقنعت والبول بعد اتخاذ تدابير تحريضية، ولقد استوعبت كارولين الآراء الليبرالية لمعلمتها صوفى شارلوته ملكة بروسيا، ودعمت فكرة العفو عن اليعاقبة، أنصار المنافس ستيوارت المطالب بالعرش، وحرية الصحافة، وحرية التعبير في البرلمان،
خاضت كارولين وزوجها، على مدار السنوات القليلة المقبلة، معركة مستمرة ضد ابنهما الأكبر فريدريك أمير ويلز، الذي كانوا قد تركوه في ألمانيا عندما جاءوا إلى إنجلترا، انضم إلى العائلة عام 1728 عندما أصبح راشداً كان لديه العديد من عشيقات ومثقلة بالديون، وكان مولعاً بالقمار والنكات، ولقد عارض معتقدات والده السياسية، واشتكى من عدم حصوله على نفوذ في الحكومة، ولقد جعل قانون الوصاية لعام 1728 من كارولين وصية على العرش بدلا من فريدريك عندما كان زوجها في هانوفر لمدة خمسة أشهر بدءاً من مايو1729، تم تهدئة حادث دبلوماسي مع البرتغال، خلال فترة وصايتها، حيث كان قد تم الإستيلاء على سفينة بريطانية في نهر تاجة، واختتمت المفاوضات بشأن معاهدة إشبيلية بين بريطانيا وإسبانيا. وكانت وصية على العرش مرة أخرى لأربعة أشهر عندما كان جورج الثاني بعيداً في هانوفر. وكشف تحقيق في نظام العقوبات عن انتهاكات واسعة النطاق، بما في ذلك المعاملة القاسية والتآمر من أجل هروب المدانين الأثرياء، ضغطت كارولين على والبول للإصلاح، الذي كان بلا جدوى إلى حد كبير. قدم والبول، في مارس 1733، مشروع قانون الضرائب الذي لم يحظ بشعبية في البرلمان، والتي دعمته الملكة، ولكنه جمع معارضة قوية أدت في نهاية الأمر إلى سقوطه.
ولقد كان استقرار كارولين في بريطانيا يشمل جنوب شرق إنجلترا أو حول لندن. واصلت كارولين كملكة، وإحاطة نفسها بالفنانين والكتاب والمثقفين، واقتنت المجوهرات وخصوصاً المنقوشة منها، واستحوذت على صور هامة ومنمنمات، وكانت تستمتع بالفنون البصرية، كلفت كارولين من قبل مايكل ريسبراك بأعمال مثل تماثيل الطين للملوك والملكات، وأشرفت على تصميم أثر من طبيعي للحدائق الملكية من قبل ويليام كينت وتشارلز بريدجمان، اكتشفت في عام 1728، مجموعة من الرسوم لليوناردو دا فينشي وهانس هولباين الصغير والتي كانت مخبأة في درج منذ عهد ويليام الثالث،تزوجت ابنتها آن الكبرى من فيليم الرابع من أوراني في عام 1734، وانتقلت مع زوجها إلى هولندا، كتبت كارولين لابنتها لتعبر عن حزنها الذي لا يوصف بفراقها، ولكن سرعان ما شعرت آن بالحنين للوطن، وسافرت إلى إنجلترا عندما ذهب زوجها في حملاته العسكرية، أمرها زوجها ووالدها في نهاية المطاف بالعودة إلى هولندا.

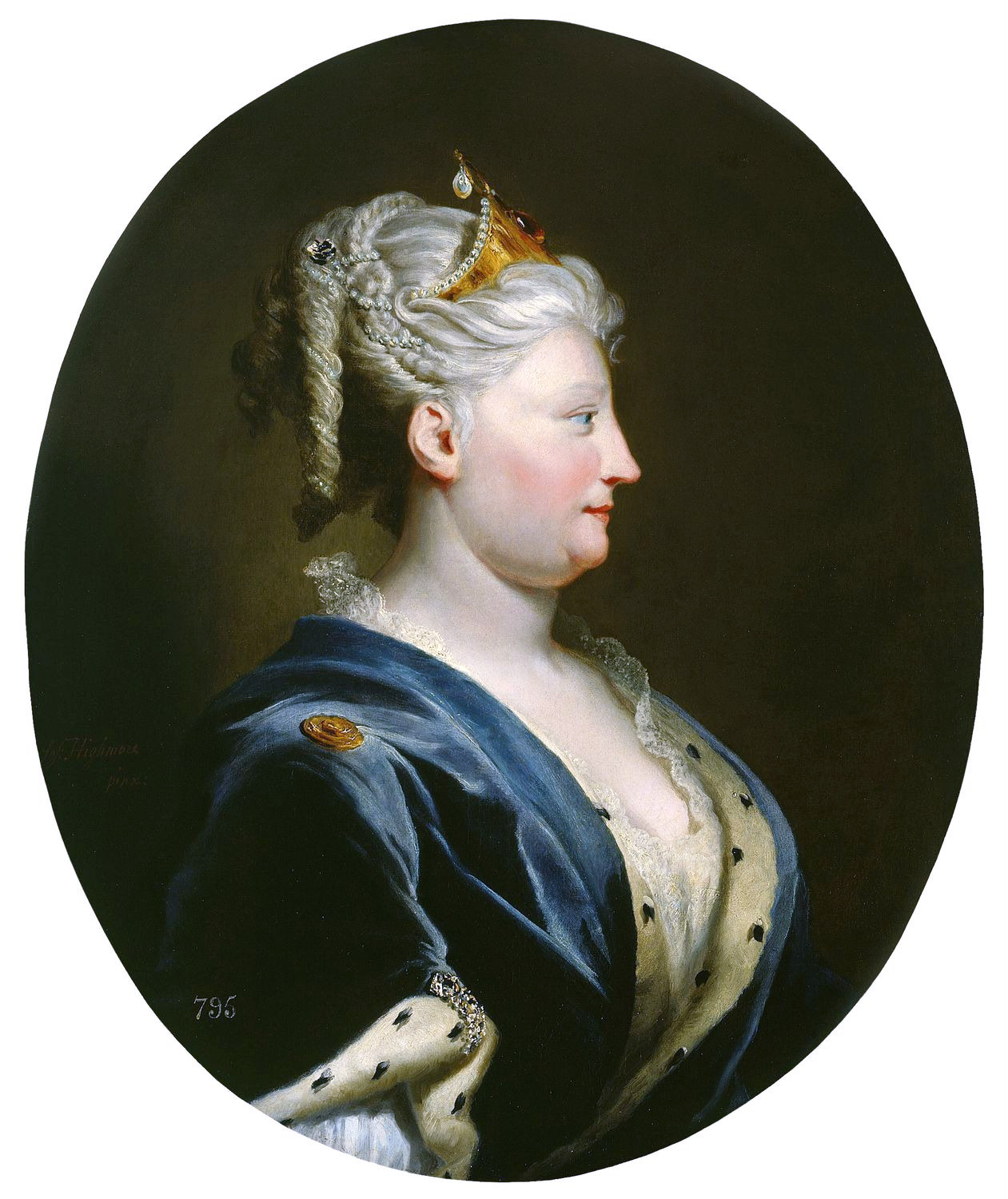

## أيام أخيرة
بحلول منتصف 1735 شعر فريدريك أمير ويلز، بالفزع الشديد عندما تصرفت كارولين كحاكمة بدلاً منه، بينما كان الملك غائباً في هانوفر. قام الملك والملكة بترتيب حفل زواج فريدريك، عام 1736من الأميرة أوغستا من ساكس-غوتا، غادر جورج، بعد فترة وجيزة، إلى هانوفر واستأنفت كارولين دورها كحاكمة، درست كارولين مسألة تأجيل الحكم على القبطان جون بورتيوس، الذي كان قد أدين بتهمة القتل في إدنبره. لكن قبل أن تتمكن من التصرف، اقتحم غوغائيين السجن حيث احتجزوه وقاموا بقتله، أدت رحلات الملك للخارج إلى تراجع شعبيته، وفي أواخر عام 1736 وضع مخططاً للعودة، ولكن سفينته تعثرت في سوء الأحوال الجوية، وترددت أخبار عن كونه قد تاه في البحر، شعرت كارولين بالدمار والاشمئزاز من عدم اكتراث بابنها، الذي استضاف حفل عشاء كبير حينما هبت العاصفة. حاول أمير ويلز بدء بالمشاجرات مع والدته، خلال فترة وصايتها، التي اعتبرها عامل لإثارة غضب الملك. عاد جورج في نهاية المطاف في يناير 1737.
طلب فريدريك من البرلمان دون جدوى زيادة المبلغ المالي المخصص له والذي كان مرفوضاً من قبل الملك، وقد أدى الخلاف العلني على المال إلى وقوع خلاف بين والدين وابنهما. وتم صرف علاوة لفريدريك في محاولة للتخفيف من المزيد من الصراعات، ولكنه كان أقل من الذين قد طلبها. أبلغ فريدريك والديه في يونيو 1737 أن أوغستا حامل، ومن المقرر أن تلد في أكتوبر، في الواقع كان الموعد المقرر لأوغستا مبكر عن ذلك وتبع ذلك حادث غريب في شهر يوليو عندما اكتشف الأمير أن زوجته دخلت المخاض، تسلل بها من قصر هامبتون كورت في منتصف الليل، للتأكد أن الملك والملكة لا يمكنهما حضور الولادة، شعر كلا من جورج وكارولين بالرعب، فتجرى العادة أن يشهد ولادة أحد أفراد الأسرة المالكة، أفراد من العائلة وكبار رجال القصر من الأطفال الاحتياليون، وكانت أوغستا قد أجبرت من قبل زوجها على ركوب عربة من الطراز الأول بينما كانت حاملا وتشعر بالألم. تسابقت الملكة إلى قصر سانت جيمس، في حفل يشتمل ابنتيها واللورد هيرفى، حيث أخذ فريدريك أوغستا. شعرت كارولين بالارتياح باكتشافها ان أوغستا قد أنجبت. ولقد عمقت ظروف الولادة الخلاف بين الأم وابنها،انزعجت كارولين، في السنوات الأخيرة من حياتها، لأصابتها بالنقرس في قدمها، كما أنها كانت تعانى من فتاق سرىعند ولادتها لطفلها الأخير عام 1724، شعرت كارولين بألم شديد، في 9 نوفمبر لعام1737، وبعد معاناة أثناء حفل استقبال رسمي، أخذت إلى سريرها. ثقب جزء من أمعائها الدقيقة من خلال فتحة الفتق. كانت تنزف، خلال الأيام القليلة المقبلة، وأجرى لها عملية بدون مخدر، ولكن لم يكن هنالك أي تحسن في حالتها.
رفض الملك السماح لفريدريك برؤية والدته إقرارا لما اتفق عليه مع زوجته التي قالت انها خضعت للنظام. وارسلت لابنها رسالة غفران من خلال والبول. وطلبت من زوجها أن يتزوج مرة أخرى بعد وفاتها، ولكنه رفض قائلا أنه سيتخذ عشيقات فقط، ولكنها أجابته قائلة يالهى ولكن ذلك لا يمنع أن تتزوج. انفجرت أمعائها، في 17 نوفمبر، وتوفيت في 20 نوفمبر 1737 في قصر سانت جيمس،ودفنت في دير وستمنستر في 17 ديسمبر، ولم تدع فريدريك لحضور الجنازة.وقام جورج فريدريك هاندل بتأليف نشيد بهذة المناسبة. رتب الملك زوجين من النعوش مع جانبين قابلين للإزالة، لذلك عندما تبعها بعد 23 عام، يمكنهما أن يكونا معا مرة أخرى.

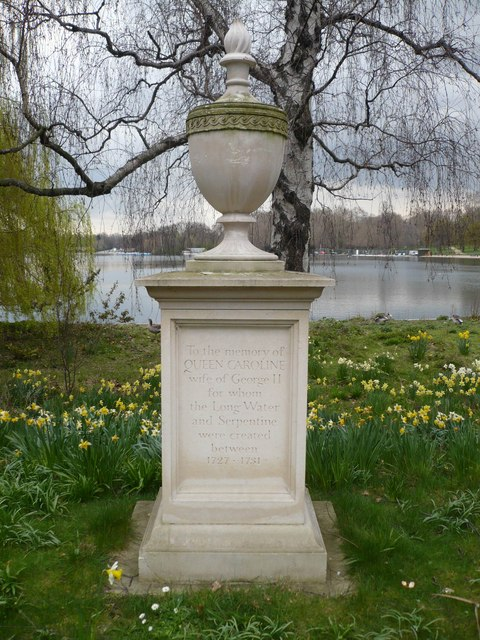
نصب تذكاري لكارولين على ضفة سربنتين، بنى على بحيرة خلابة في لندن بناءا على طلبها

## الذرية
أسفر حملها عشر مرات عن ثمانية أبناء، مات منهم واحد في طفولته وسبعة عاشوا حتى البلوغ.
| الاسم                        | تاريخ الميلاد   | تاريخ الوفاة     | ملاحظات                                                                    |
| ---------------------------- | --------------- | ---------------- | -------------------------------------------------------------------------- |
| فريدريك أمير ويلز            | 1 فبراير 1707م  | 31 مارس 1751 م   | تزوج عام 1736م من أوغستا أميرة ساكس غوتا، وأنجبا ذرية منها جورج الثالث.    |
| آن أميرة أورانيا             | 2 نوفمبر 1709م  | 12 يناير 1759 م  | تزوجت عام 1734 م من فيليم الرابع أمير أورانيا، وكان لهما ذرية.             |
| إميليا                       | 10 يونية 1711م  | 31 أكتوبر 1786 م |                                                                            |
| كارولين                      | 10 يونية 1713م  | 28 ديسمبر 1757 م |                                                                            |
| طفل حديث الولادة             | 20 نوفمبر 1716م | 20 نوفمبر 1716 م |                                                                            |
| جورج                         | 13 نوفمبر 1717م | 17 فبراير 1718 م | مات في طفولته.                                                             |
| ويليام أغسطس، دوق كمبرلاند   | 26 إبريل 1721م  | 31 أكتوبر 1765 م |                                                                            |
| ماري لاندغرافين هسن-كاسل     | 5 مارس 1723م    | 14 يناير 1772 م  | تزوجت عام 1740م من فريدرش الثاني لاندغراف هسن-كاسل، وكان لهما ذرية.        |
| لويزا ملكة الدنمارك والنرويج | 18 ديسمبر 1724م | 19 ديسمبر 1751 م | تزوجت عام 1743 م من فريديريك الخامس ملك الدنمارك والنرويج، وكان لهما ذرية. |

## ارث
نعيت كارولين على نطاق واسع. وأشاد البروتستانت بمثلها الأخلاقية، وحتى اليعاقبة اعترفوا بحنانها، وظهور جانبها الرحيم على المواطنين. وقد استخدم رفضها لطلب الدوق تشارلز للزواج، طيلة حياتها، لتصوير تمسكها القوى بالبروتستانتية.
كانت معروفة لدى العامة ورجال القصر بتأثيرها الكبير على زوجها.
مذكرات القرن الثامن عشر، خاصة مذكرات يوحنا، اللورد هيرفى، أعطت تصورات أن كارولين ووالبول قد اخضعوا زوجها لهم. كتب بيتر كينيل أن هرفى هو مؤرخ هذا التحالف الملحوظ وان كارولين كانت بطلة هرفى. ائتمن كتاب سير القرن التاسع عشر والعشرين، باستخدام هذة المصادر، على المساعدة في إنشاء منزل عائلة هانوفر في بريطانيا، وذلك في مواجهة لمعارضة اليعاقبة. وقد كتب آركل أن كارولين بفطنتها وعبقريتها ضمنت ترسيخ سلالة هانوفرفى إنجلترا، وقال يلكنز أن شخصيتها الجليلة والكريمة ومثلها العليا وحياتها النقية قد فعلت الكثير لمواجهة تراجع شعبية زوجها وزوج والدتها، ولاسترداد قيمة عصر الجورجية المبكر. وعلى الرغم من أن المؤرخون الحديثين يميلون للاعتقاد بأن كلا من هرفى وويلكنز وآركل قد بالغوا في تقدير أهميتها، إلا أنه من المحتمل أن تكون كارولين أنسباخ كانت واحدة من الملكات القرينات الأكثر تأثيرا في تاريخ بريطانيا.

معطف الملكة كارولين للأسلحة، الاسلحة الملكية للمملكة المتحدة على نصف الجانب الأيمن للأسد، أسلحة والدها على النصف الشرير بجوار يونيكورن

## عناوين وأساليب ونبل وأسلحة

### عناوين وأساليب
1683–1705: صاحبة السمو  الأميرة كارولين براندنبورغ-أنسباخ.
1705–1714: صاحبة السمو الأميرة والانتخابية لهانوفر.
1714–1727: صاحبة السمو الملكي أميرة ويلز.
1727–1737: صاحبة الجلالة الملكة.

### نبل
سميت المستعمرة البريطانية فرجينيا بمقاطعة كارولين تكريما لها عندما تم تشكيلها في عام 1727.

### أسلحة
معطفها الملكى الخاص بالقتال منقوش على شعار المملكة المتحدة مع شعار والدها ويوهان فريدرش ومارغريف براندنبورغ أنسباخ.